# Blessy
Blessy est une commune française située dans le département du Pas-de-Calais en région Hauts-de-France. Ses habitants sont appelés les Blessois. La commune est membre de la communauté d'agglomération de Béthune-Bruay, Artois-Lys Romane.

## Géographie

### Localisation
Localisée dans l'est du département du Pas-de-Calais, Blessy est limitrophe, au nord-est, d'Aire-sur-la-Lys et se situe à 28 kilomètres au nord-ouest de Béthune (chef-lieu d'arrondissement) et à 21 kilomètres au sud de Saint-Omer (aire d'attraction),,.
Le territoire de la commune est limitrophe de ceux de six communes.
Les communes limitrophes sont Aire-sur-la-Lys, Liettres, Mametz, Witternesse, Estrée-Blanche et Enquin-lez-Guinegatte.

### Géologie et relief
La superficie de la commune est de 5,39 km2 ; son altitude varie de 21  à   98 mètres.

### Hydrographie
Le territoire de la commune est situé dans le bassin Artois-Picardie.
Il est traversé par le Mardyck Ruisseau - Leauwette ou ruisseau de Leauwette, un cours d'eau naturel de 7,2 km, qui prend sa source dans la commune de Mametz et se jette dans la Laquette au niveau de la commune d'Aire-sur-la-Lys. Ce cours d'eau a deux petits affluents : 
- le ruisseau le madi de blessel (2 km) qui prend sa source dans la commune de Witternesse et se jette dans le Mardyck Ruisseau - Leauwette au niveau de la commune d'Aire-sur-la-Lys[7] ;

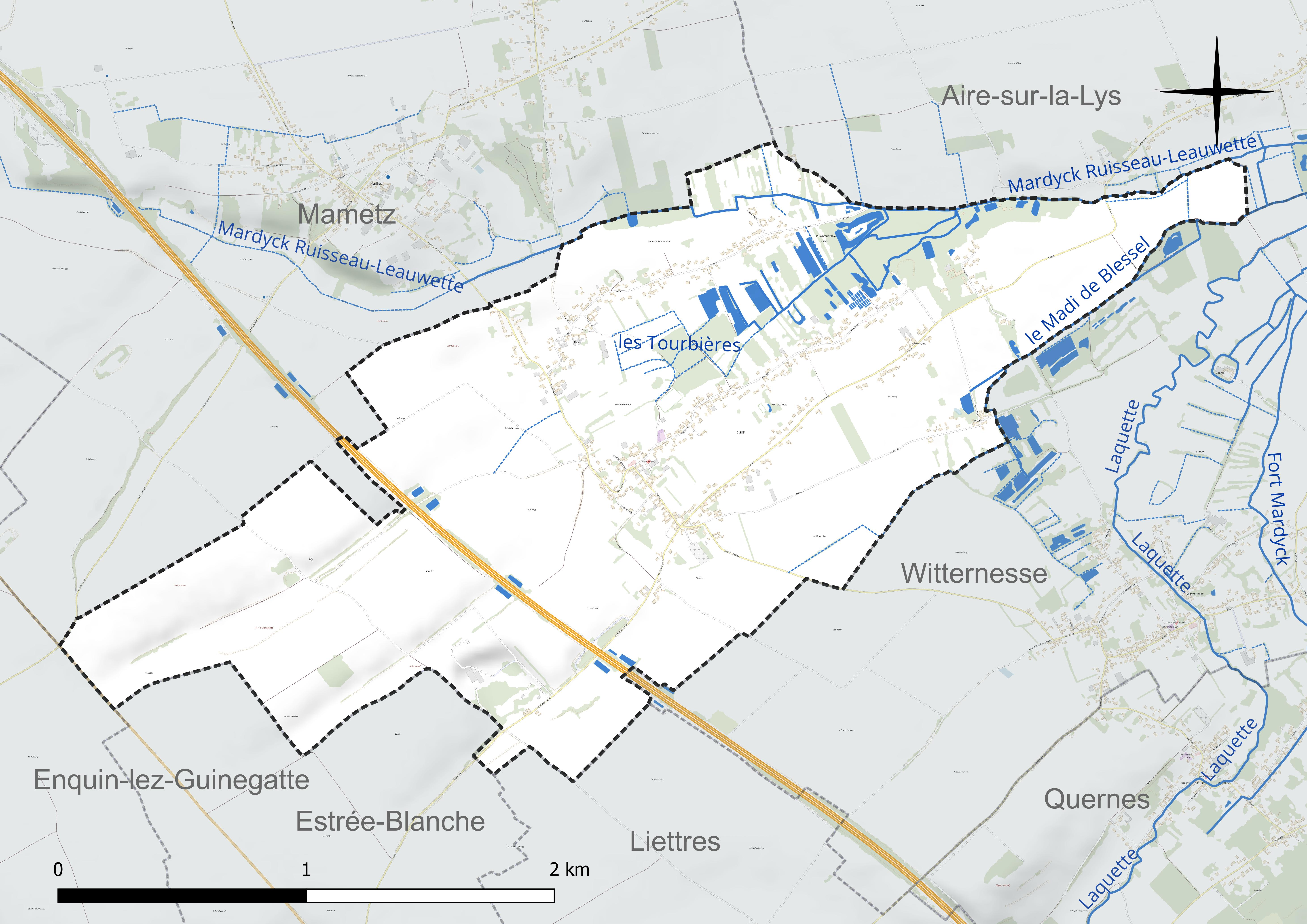
Réseau hydrographique de Blessy.

- les Tourbières (2 km) qui prend sa source dans la commune et se jette dans le Mardyck Ruisseau - Leauwette au niveau de la commune[8].

### Climat
Pour des articles plus généraux, voir Climat des Hauts-de-France et Climat du Pas-de-Calais.
En 2010, le climat de la commune est de type climat océanique franc, selon une étude du CNRS s'appuyant sur une série de données couvrant la période 1971-2000. En 2020, Météo-France publie une typologie des climats de la France métropolitaine dans laquelle la commune est exposée à un climat océanique et est dans la région climatique Côtes de la Manche orientale, caractérisée par un faible ensoleillement (1 550 h/an) ; forte humidité de l’air (plus de 20 h/jour avec humidité relative > 80 % en hiver), vents forts fréquents.
Pour la période 1971-2000, la température annuelle moyenne est de 10,4 °C, avec une amplitude thermique annuelle de 13,1 °C. Le cumul annuel moyen de précipitations est de 812 mm, avec 13 jours de précipitations en janvier et 8,2 jours en juillet. Pour la période 1991-2020, la température moyenne annuelle observée sur la station météorologique la plus proche, située sur la commune de Fiefs à 12 km à vol d'oiseau, est de 10,4 °C et le cumul annuel moyen de précipitations est de 1 070,6 mm,. Pour l'avenir, les paramètres climatiques de la commune estimés pour 2050 selon différents scénarios d'émission de gaz à effet de serre sont consultables sur un site dédié publié par Météo-France en novembre 2022.

## Urbanisme

### Typologie
Au 1er janvier 2024, Blessy est catégorisée commune rurale à habitat dispersé, selon la nouvelle grille communale de densité à sept niveaux définie par l'Insee en 2022.
Elle est située hors unité urbaine. Par ailleurs la commune fait partie de l'aire d'attraction de Saint-Omer, dont elle est une commune de la couronne,. Cette aire, qui regroupe 79 communes, est catégorisée dans les aires de 50 000 à moins de 200 000 habitants,.

### Occupation des sols
L'occupation des sols de la commune, telle qu'elle ressort de la base de données européenne d’occupation biophysique des sols Corine Land Cover (CLC), est marquée par l'importance des territoires agricoles (82,1 % en 2018), en diminution par rapport à 1990 (90,6 %). La répartition détaillée en 2018 est la suivante : 
terres arables (67,7 %), zones urbanisées (13,3 %), prairies (13 %), forêts (4,6 %), zones agricoles hétérogènes (1,4 %). L'évolution de l’occupation des sols de la commune et de ses infrastructures peut être observée sur les différentes représentations cartographiques du territoire : la carte de Cassini (XVIIIe siècle), la carte d'état-major (1820-1866) et les cartes ou photos aériennes de l'IGN pour la période actuelle (1950 à aujourd'hui).

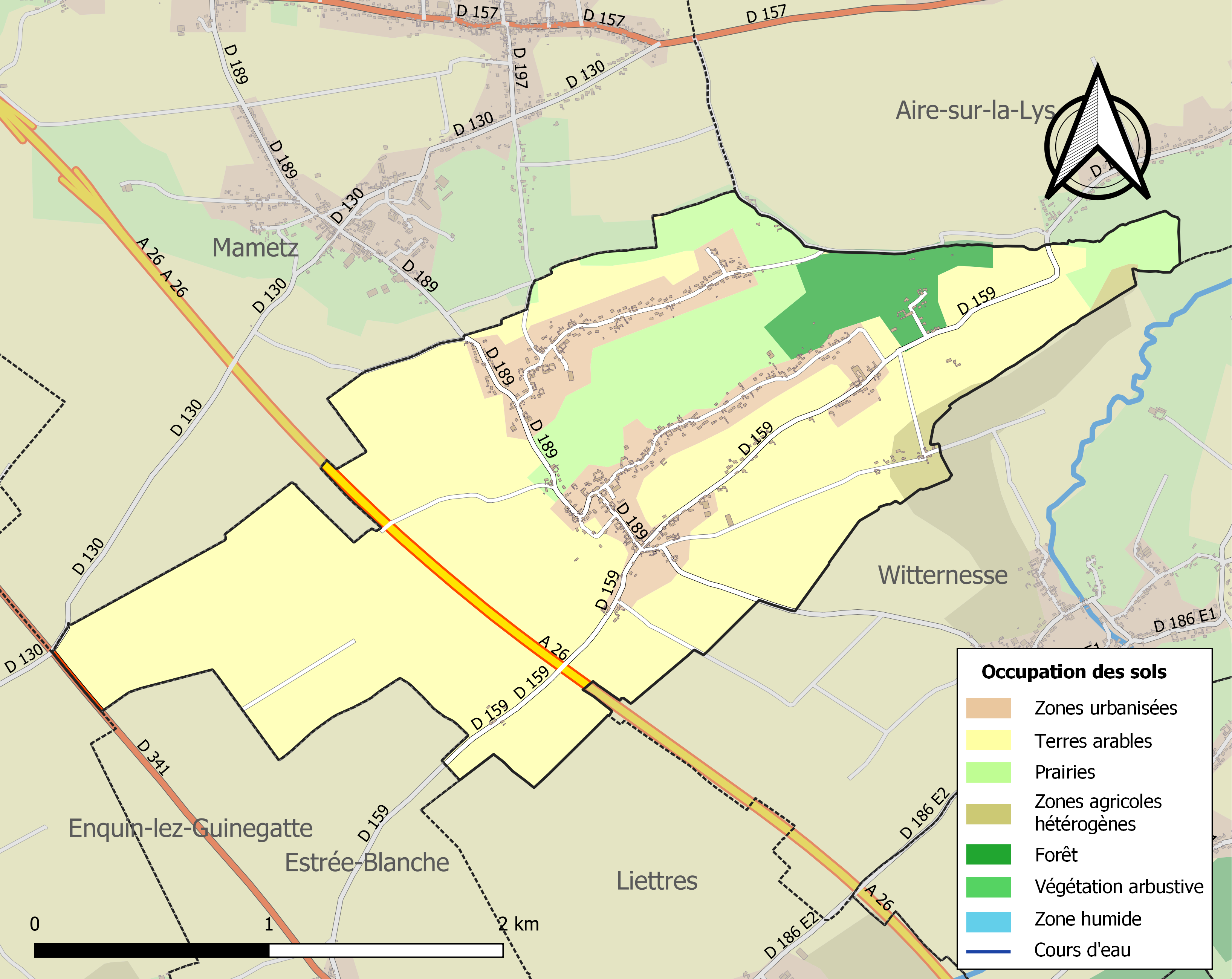
Carte des infrastructures et de l'occupation des sols de la commune en 2018 (CLC).

### Voies de communication et transports

#### Voies de communication
La commune est desservie par les routes départementales D 159 et D 189. Elle est traversée par l'autoroute A26 reliant Calais à Troyes, accessible par la sortie no 4 située à 11 km.

#### Transport ferroviaire
La commune se trouve respectivement à 20 km de la gare de Saint-Omer, située sur les lignes de Lille aux Fontinettes et de Saint-Omer à Hesdigneul et à 15 km de la gare de Lillers, située sur la ligne d'Arras à Dunkerque-Locale, et toutes les deux desservies par des trains régionaux du réseau TER Hauts-de-France,.

## Toponymie
Le nom de la localité est attesté sous les formes Blessy (1119), Belsi (1173), Blessi (1249), Blesi (1296), Blesis (XIIIe siècle), Blécy (1381), Blessis (1559), Blessy depuis 1793 et 1801.
Selon Maurits Gysseling, le nom de la commune aurait été formé sur le nom d'un homme, Blassius (Blassiacum).

## Politique et administration

### Découpage territorial
La commune se trouve dans l'arrondissement de Béthune du département du Pas-de-Calais depuis 1801.

#### Commune et intercommunalités
La commune est membre de la communauté d'agglomération de Béthune-Bruay, Artois-Lys Romane qui regroupe 100 communes et totalise 275 327 habitants en 2021.

#### Circonscriptions administratives
La commune était rattachée au canton de Norrent-Fontes de 1801 à 2014 puis, depuis 2015, au canton d'Aire-sur-la-Lys.

#### Circonscriptions électorales
Pour l'élection des députés, la commune fait partie de la huitième circonscription du Pas-de-Calais.

### Élections municipales et communautaires

#### Liste des maires
| Période                                  | Période                      | Identité           | Étiquette | Qualité           |
| ---------------------------------------- | ---------------------------- | ------------------ | --------- | ----------------- |
| Les données manquantes sont à compléter. |                              |                    |           |                   |
| mars 2001                                | 2014                         | Yves Dehaeze       | DVG       |                   |
| avril 2014,                              | 2020                         | Bernard Mantel     |           | Retraité agricole |
| 28 mai 2020                              | En cours (au 1 février 2022) | Jean Marc Furgerot |           | Ancien cadre,     |

## Équipements et services publics

### Justice, sécurité, secours et défense
La commune dépend du tribunal judiciaire de Béthune, du conseil de prud'hommes de Béthune, de la cour d'appel de Douai, du tribunal de commerce d'Arras, du tribunal administratif de Lille, de la cour administrative d'appel de Douai et du tribunal pour enfants de Béthune.

## Population et société

### Démographie
Les habitants de la commune sont appelés les Blessois.

#### Évolution démographique
L'évolution du nombre d'habitants est connue à travers les recensements de la population effectués dans la commune depuis 1793. Pour les communes de moins de 10 000 habitants, une enquête de recensement portant sur toute la population est réalisée tous les cinq ans, les populations de référence des années intermédiaires étant quant à elles estimées par interpolation ou extrapolation. Pour la commune, le premier recensement exhaustif entrant dans le cadre du nouveau dispositif a été réalisé en 2008.

En 2022, la commune comptait 904 habitants, en évolution de +4,39 % par rapport à 2016 (Pas-de-Calais : −0,72 %, France hors Mayotte : +2,11 %).
| 1793 | 1800 | 1806 | 1821 | 1831 | 1836 | 1841 | 1846 | 1851 |
| ---- | ---- | ---- | ---- | ---- | ---- | ---- | ---- | ---- |
| 518  | 534  | 509  | 596  | 562  | 562  | 601  | 607  | 649  |

| 1856 | 1861 | 1866 | 1872 | 1876 | 1881 | 1886 | 1891 | 1896 |
| ---- | ---- | ---- | ---- | ---- | ---- | ---- | ---- | ---- |
| 660  | 631  | 589  | 620  | 666  | 674  | 691  | 683  | 611  |

| 1901 | 1906 | 1911 | 1921 | 1926 | 1931 | 1936 | 1946 | 1954 |
| ---- | ---- | ---- | ---- | ---- | ---- | ---- | ---- | ---- |
| 656  | 600  | 573  | 598  | 549  | 541  | 539  | 583  | 577  |

| 1962 | 1968 | 1975 | 1982 | 1990 | 1999 | 2006 | 2008 | 2013 |
| ---- | ---- | ---- | ---- | ---- | ---- | ---- | ---- | ---- |
| 650  | 600  | 583  | 586  | 661  | 631  | 780  | 822  | 861  |

| 2018 | 2022 | - | - | - | - | - | - | - |
| ---- | ---- | - | - | - | - | - | - | - |
| 875  | 904  | - | - | - | - | - | - | - |

#### Pyramide des âges
En 2018, le taux de personnes d'un âge inférieur à 30 ans s'élève à 35,0 %, soit en dessous de la moyenne départementale (36,7 %). De même, le taux de personnes d'âge supérieur à 60 ans est de 20,3 % la même année, alors qu'il est de 24,9 % au niveau départemental.
En 2018, la commune comptait 431 hommes pour 444 femmes, soit un taux de 50,74 % de femmes, légèrement inférieur au taux départemental (51,5 %).
Les pyramides des âges de la commune et du département s'établissent comme suit.
| Hommes | Classe d’âge | Femmes |
| ------ | ------------ | ------ |
| 0,2    | 90 ou +      | 0,2    |
| 5,1    | 75-89 ans    | 8,1    |
| 13,0   | 60-74 ans    | 13,7   |
| 21,8   | 45-59 ans    | 18,2   |
| 24,8   | 30-44 ans    | 24,5   |
| 11,8   | 15-29 ans    | 12,8   |
| 23,2   | 0-14 ans     | 22,3   |

| Hommes | Classe d’âge | Femmes |
| ------ | ------------ | ------ |
| 0,5    | 90 ou +      | 1,6    |
| 5,6    | 75-89 ans    | 8,9    |
| 16,7   | 60-74 ans    | 18,1   |
| 20,2   | 45-59 ans    | 19,2   |
| 18,9   | 30-44 ans    | 18,1   |
| 18,2   | 15-29 ans    | 16,2   |
| 19,9   | 0-14 ans     | 17,9   |

## Culture locale et patrimoine

### Lieux et monuments
- Le château-Robichez.
- L'église Saint-Omer.
- Le monument aux morts[38].
- Dans l'église Saint-Omer, la plaque aux 78 soldats du 48e régiment d'infanterie tués au cours de la bataille de Blessy du 23 mai 1940.

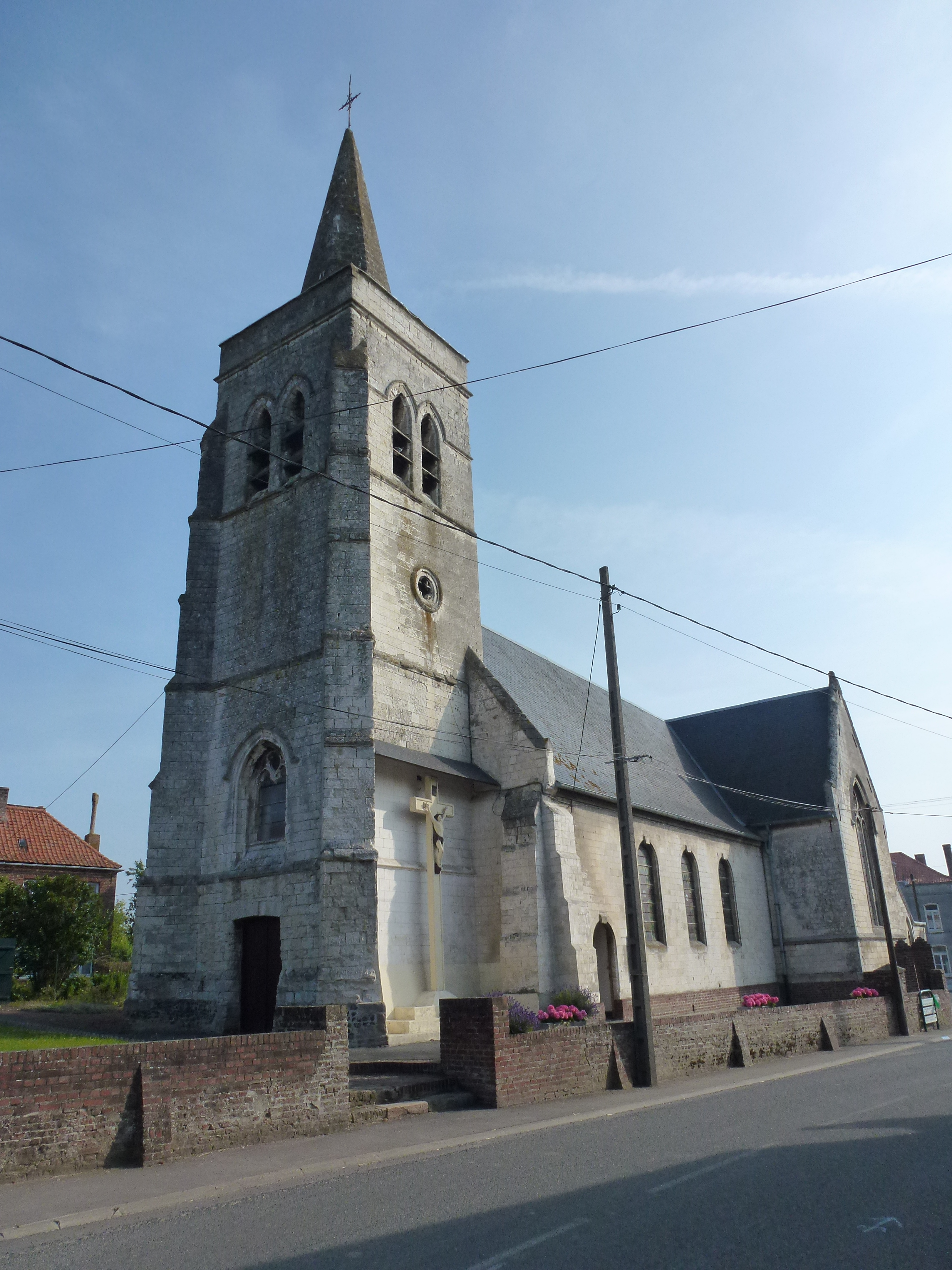
L'église Saint-Omer.
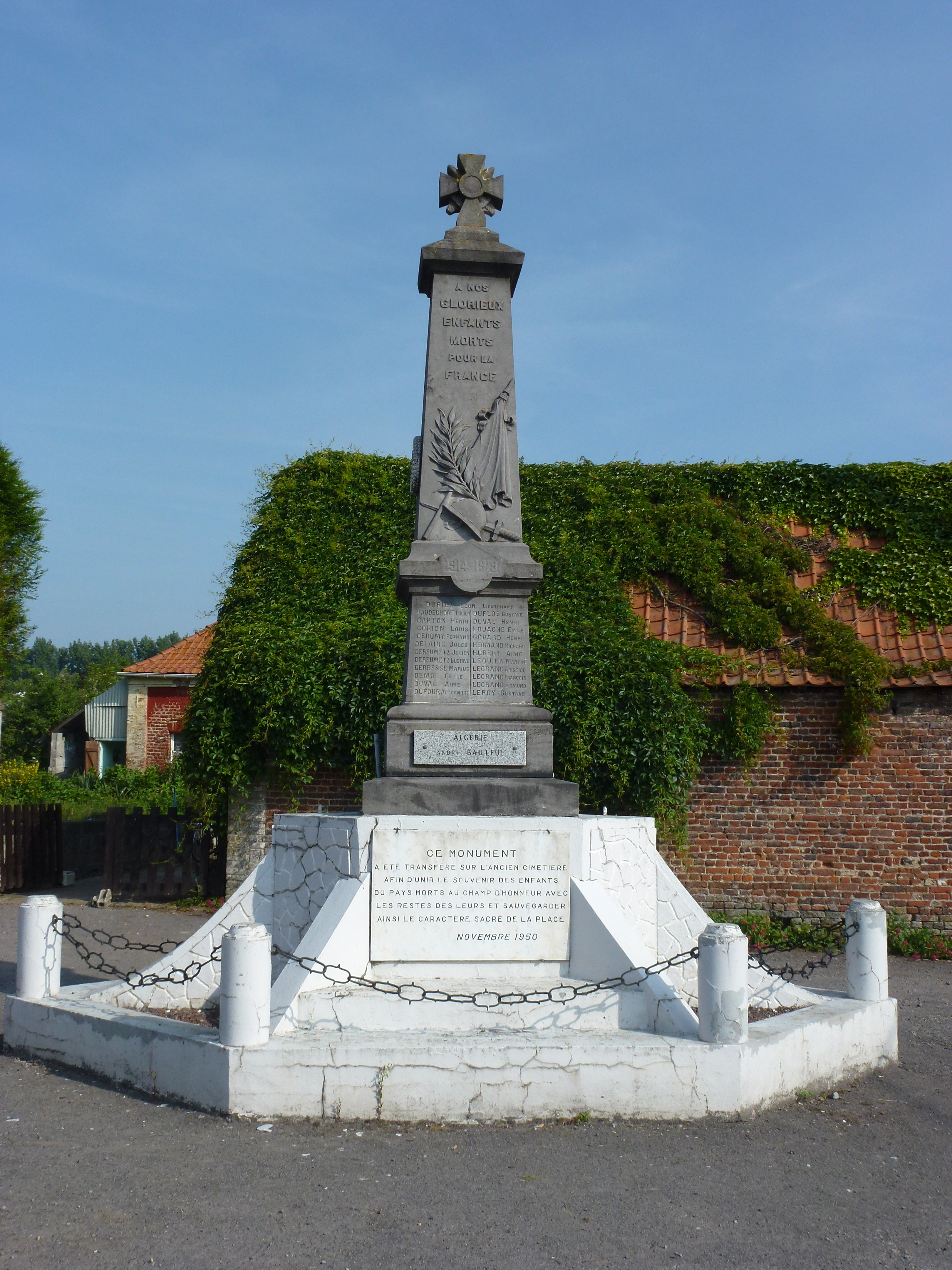
Le monument aux morts.
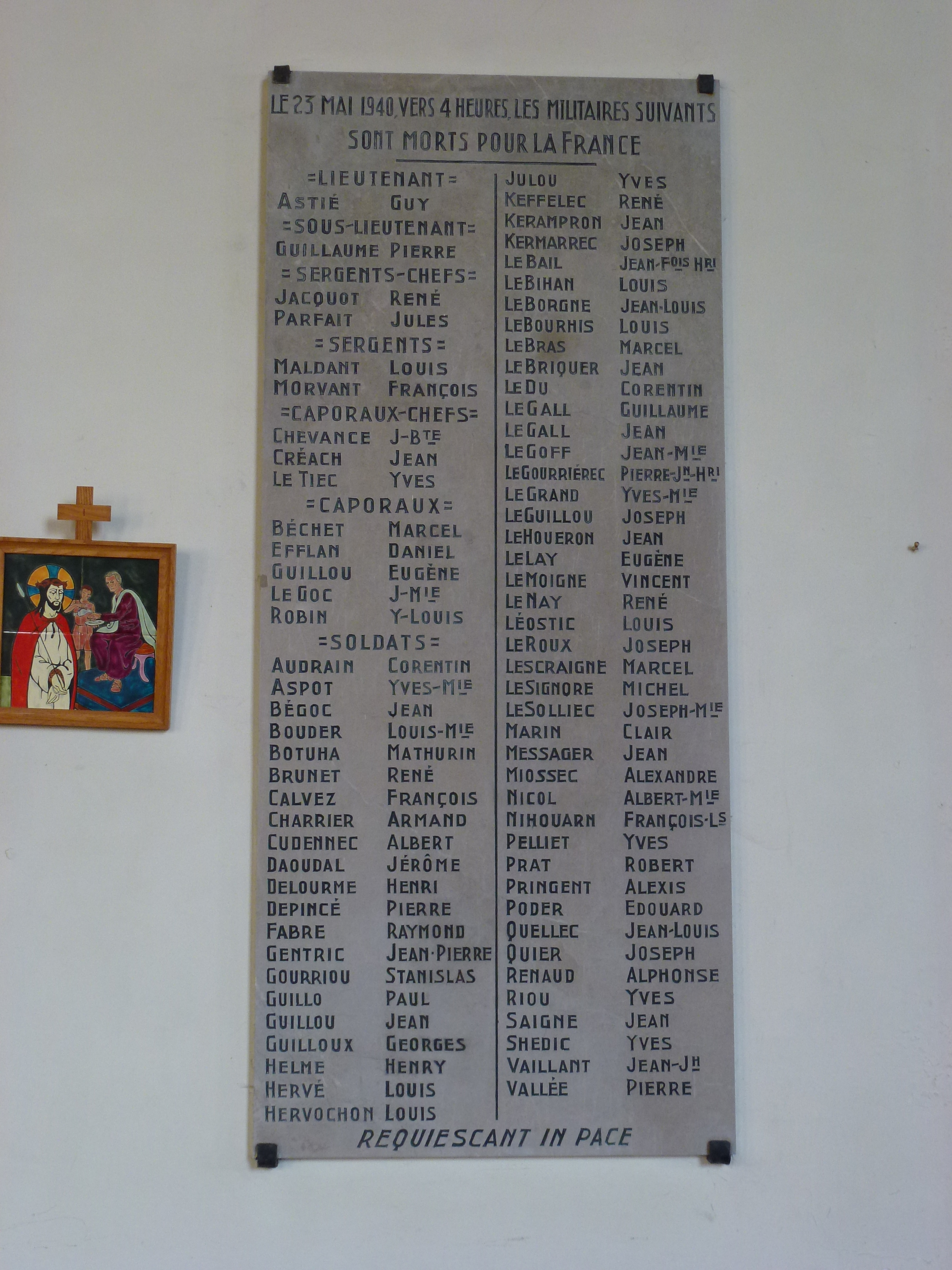
La plaque aux 78 soldats.

### Héraldique
| Blason de Blessy | Blason  | D'or à la croix de gueules cantonnée de seize croisettes d'azur, quatre dans chaque canton. |
| Blason de Blessy | Détails | Le statut officiel du blason reste à déterminer.                                            |

## Pour approfondir

#### Bases de données, dictionnaires et encyclopédies
- Ressources relatives à la géographie :   - Insee (communes)
  - Ldh/EHESS/Cassini
- Ressource relative à plusieurs domaines :   - Annuaire du service public français
- Notices d'autorité :   - VIAF
  - BnF (données)